# Caucanannus
Caucanannus is een geslacht van wantsen uit de familie van de Schizopteridae. Het geslacht werd voor het eerst wetenschappelijk beschreven door Weirauch in Knyshov & Hoey-Chamberlain.

## Soorten
Het genus bevat de volgende soorten:

- Caucanannus novissimis Weirauch, Knyshov & Hoey-Chamberlain, 2020
- Caucanannus perplexus Weirauch, Knyshov & Hoey-Chamberlain, 2020